# Liste der Baudenkmale in Lembruch
In der Liste der Baudenkmale in Lembruch sind alle Baudenkmale der niedersächsischen Gemeinde Lembruch aufgelistet. Die Quelle der Baudenkmale ist der Denkmalatlas Niedersachsen. Der Stand der Liste ist der 2. April 2021.

## Allgemein
In den Spalten befinden sich folgende Informationen:
- Lage: die Adresse des Baudenkmales und die geographischen Koordinaten. Kartenansicht, um Koordinaten zu setzen. In der Kartenansicht sind Baudenkmale ohne Koordinaten mit einem roten Marker dargestellt und können in der Karte gesetzt werden. Baudenkmale ohne Bild sind mit einem blauen Marker gekennzeichnet, Baudenkmale mit Bild mit einem grünen Marker.
- Bezeichnung: Bezeichnung des Baudenkmales
- Beschreibung: die Beschreibung des Baudenkmales. Unter § 3 Abs. 2 NDSchG werden Einzeldenkmale und unter § 3 Abs. 3 NDSchG Gruppen baulicher Anlagen und deren Bestandteile ausgewiesen.
- ID: die Objekt-ID des Baudenkmales
- Bild: ein Bild des Baudenkmales, ggf. zusätzlich mit einem Link zu weiteren Fotos des Baudenkmals im Medienarchiv Wikimedia Commons. Wenn man auf das Kamerasymbol klickt, können Fotos zu Baudenkmalen aus dieser Liste hochgeladen werden:

## Lembruch

### Gruppe: Hofanlage I Lembruch
Die Gruppe „Hofanlage I Lembruch“ hat die ID 34627702.

| Lage                                           | Bezeichnung              | Beschreibung | ID       | Bild |
| ---------------------------------------------- | ------------------------ | ------------ | -------- | ---- |
| Alte Dorfstraße 37 52° 31′ 43″ N, 8° 22′ 17″ O | Wohn-/Wirtschaftsgebäude |              | 34436607 | BW   |
| Alte Dorfstraße 37 52° 32′ 55″ N, 8° 22′ 18″ O | Speicher                 |              | 34436536 | BW   |

### Gruppe: Hofanlage II Lembruch
Die Gruppe „Hofanlage II Lembruch“ hat die ID 34627721.

| Lage                                           | Bezeichnung              | Beschreibung | ID       | Bild |
| ---------------------------------------------- | ------------------------ | ------------ | -------- | ---- |
| Vossen Bruchhof 14 52° 32′ 34″ N, 8° 22′ 32″ O | Wohn-/Wirtschaftsgebäude |              | 34436708 | BW   |
| Vossen Bruchhof 14 52° 32′ 34″ N, 8° 22′ 34″ O | Scheune                  |              | 34436732 | BW   |

### Einzelbaudenkmale
| Lage                                           | Bezeichnung              | Beschreibung | ID       | Bild |
| ---------------------------------------------- | ------------------------ | ------------ | -------- | ---- |
| Alte Dorfstraße 12 52° 31′ 38″ N, 8° 22′ 5″ O  | Wohn-/Wirtschaftsgebäude |              | 34436631 | BW   |
| Alte Dorfstraße 13 52° 31′ 39″ N, 8° 22′ 5″ O  | Wohn-/Wirtschaftsgebäude |              | 34436582 |      |
| Alte Dorfstraße 29 52° 31′ 42″ N, 8° 22′ 12″ O | Kate                     |              | 34436683 | BW   |
| Alte Dorfstraße 52° 31′ 45″ N, 8° 22′ 25″ O    | Kriegerdenkmal           |              | 34436560 | BW   |